# Barnag
Barnag è un comune dell'Ungheria di 101 abitanti (dati 2001). È situato nella contea di Veszprém.